# Луктерій
Луктерій (нар. 51 рік до н. е.) — вождь кельтського племені кадурків (на території сучасного Кагора та Періге), супротивник римлян. Володарював у 50-ті роки до н. е.

## Життєпис
Стосовно життя та молоді роки Луктерія нічого не відомо. У 52 році до н. е. Луктерій на чолі свого племені приєднався до повстання Верцингеторикса. Луктерій взяв в облогу римського легата Канінія. Майже вся південно-західна Галлія перейшла на бік Луктерія. Втім після поразки галлів під Алезією становище Луктерія погіршилося — Гай Цезар зміг скерувати сюди свої основні сили. Втім Луктерій вирішив продовжувати боротьбу. Він зміцнив свою головну фортецю — Укселлодунум — й став чинити опір римлянам. Втім у 51 році до н. е. ця фортеця була захоплена, але Луктерію вдалося втекти до арвернів. Тут він намагався умовити старійшин цього племені продовжувати боротьбу. Проте вождь арвернів Епаснакт наказав схопити та видати Луктерія Цезарю. Незабаром того стратили.